# Celler Chronik
Die Celler Chronik ist ein jährlich, mitunter zweijährlich in Celle vom Museumsverein Celle herausgegebenes Jahrbuch, das laut seinem teilweise mitgeführten Untertitel „Beiträge zur Geschichte und Geographie der Stadt und des Landkreises Celle“ liefert.